# مخزن العرفان در تفسیر قرآن
مخزن العرفان در تفسیر قرآن (انگلیسی: Makhzan al-Irfan fi Tafsir al-Quran)، تفسیری از قرآن که با روش توصیفی و تحلیلی، محتوای آیات را بررسی نموده‌است.

## تفسیری جامع
مخزن العرفان در تفسیر قرآن از جمله تفاسیر معاصر است که توسط بانو امین (نصرت اصفهانی) نگاشته شده‌است. و شامل مباحث مختلفی از جمله اخلاق، تربیت، فلسفه، کلام، عرفان وغیره و از تفاسیر جامع قرآن که در حیات مؤلف در ۱۵جلد بین سال‌های ۱۳۳۶ تا ۱۳۵۴ش در اصفهان چاپ شده‌است.